# Bamse (børne-tv)
 For alternative betydninger, se Bamse. (Se også artikler, som begynder med Bamse)
Bamse er den fiktive hovedperson i den danske børne-tv-serie Bamses Billedbog, der første gang blev sendt på Danmarks Radio den 10. juli 1983. Bamse er en en stor gul bamse i menneskestørrelse, som blev opfundet af Finn Bentzen, Thomas Winding, Elin Bing og Katrine Hauch-Fausbøll i 1980 til tv-serien Døren går op. Senere blev der udgivet flere bøger skrevet af forfatteren Elin Bing - bl.a. "Bamses kæmpestore bog" og "Min store bamsebog". Billederne i Bamses Billedbog er illustreret af Dina Gellert.  Bamse er en figur på omkring 4-6 år, og han taler derfor ikke altid rent – en anden karakter i serien er bamses bedste ven Kylling, som er kendt for sprogblomsterne tivertifald, værsesgo og molodi. Bamse er en sammensat figur, han er til tider irriterende, klodset, egoistisk og gammelklog, men også god, glad, rar og en figur børn nemt kan identificere sig med. I Sverige lavede svenskernes deres egen version af Bamse i et program, der hed "Björnes Magasin".
Foruden Bamses Billedbog-serien, der blev sendt fra 1983 til 2008, kom tv-julekalenderen Bamses Julerejse i 1996 skabt og skrevet af Elin Bing. DR producerede yderligere Bamses lillebitte billedbog, bestående af syv afsnit i 2010, og tv-filmen Bamse møder den store verden i 2017.

## Karakter
Bamse-figuren blev oprindeligt skabt som bi-figur af Katrine Hauch-Fausbøll, Finn Bentzen og Thomas Winding til serien Døren går op (1982). Under et møde om Døren går op, foreslog Katrine Hauch-Fausbøll en "stor, rund bjørn, som var lidt dum og sjov", som Finn Bentzen herefter tegnede.. 

### Personlighed
Medskaberen af Bamses Billedbog, Katrine Hauch-Fausbøll har sagt at Bamse er cirka fire til seks år. Hun har sagt om serien: "Bamse-udsendelsernes hovedformål er at give de yngste seerere en god historie, som de kan identificere sig med følelsesmæssigt." Bamse er blevet kritiseret for sit klodsede sprogbrug, men ifølge Hauch-Fausbøll er Bamses barnlige sprogbrug med til at gøre ham identificerbar for målgruppen på to- til fem-årige børn. Hun mener, at Bamse kan "stimulere børnenes sproglige udvikling, uanset om de lærer sig et "korrekt" eller "ukorrekt" nyt ord". Mange af disse sjove og barnlige udtryk blev i højere grad opfundet af forfatteren Elin Bing og nedskrevet i hendes mange bøger omkring Bamse. Elin Bing er særligt kendt for at opfinde udtrykket "tivertifald", der endte med at blive et stort og specielt kendetegn for Bamse og hans personlighed.
Alberte Winding, der spiller Luna, har sagt om Bamses popularitet hos børn: "De identificerer sig med ham, for han er et elsket, forkælet barn og kan godt sige, at nu vil han være uartig, for folk holder alligevel af ham". Birgitte Fredsby, tidligere chefredaktør i DR's B&U-afdeling, har karakteriseret Bamse som "glad, iderig, spontan og egoistisk" og som en universel karakter, som børn kan genkende sig selv i.

## Bamse på tv

### Døren går op
Bamse har optrådt i DR's børne-tv-programmer siden 1982. Først som en del af Børnetimen med programmet Døren går op hvor Bamse boede i et stort lyserødt rum sammen med menneskene Aske og Pernille. Bamse havde i starten ikke mange replikker, men efterhånden voksede hans rolle dog uden den senere så karakteristiske dialekt og sprogblomster. I de sidste programmer i det lyserøde værelse blev figuren Kylling til med hjælp fra seerne. Kyllingfiguren er med sine 4 år lidt yngre end Bamse og kan kun sige forskellige ordstumper og lyde. Selvom Bamse er meget dominerende i sit forhold til Kylling, er Kylling ofte den klogeste. Kylling er ifølge DR af intetkøn, og det er derfor op til den enkelte seer hvad for et køn man synes Kylling er. Dog omtales Kylling ofte som "Han-køn" af menneskene, Aske, Luna og Viola.

### Fjernsyn for Dyr
I 1983 tog Bamse i rumpære nr. 12 på en rejse til rummet og den blå planet i programmet Fjernsyn for dyr, hvor han boede på en lille vulkanrig planet ved navn Joakim sammen med væsnet/væsnerne Forlæns og Baglæns – et dyr med hoved i begge ender. Derudover medvirkede også en nikkende blomst og planetpasseren Arthur, som er kendt for sin sang "Jeg har lynende travlt" og sin flyvende rum-pære nr 42. Figuren er stærkt inspireret af hovedpersonen i Håndbog for vakse galakseblaffere.
Bamse begynder så småt at få sin karakteristiske læspen, men taler ellers et fejlfrit sprog. De 13 udsendelsers oprindelige titel blev i genudsendelserne i 1989 og 1993 klippet ned til 8 udsendelser, hvori bamse, sammen med Kylling, læser om sine oplevelser på planeten i sin huskebog. Disse klippede udsendelser blev ved udsendelsen i TV udsendt som en del af den egentlige Bamses billedbog serie, men altså med huskebogen, og planetoplevelserne som gennemgående tema i disse 8 afsnit.
Ovennævnte nedklippede afsnit udkom i 2007 på en dobbelt dvd, der bar titlen: Bamse på planeten.

### Bamses Billedbog
Da Bamse kom hjem igen den 10. juli 1983 flyttede han til programmet Bamses Billedbog, hvor han bor i den hemmelige skov i et hus, han selv har bygget. I den hemmelige skov oplever Bamse nye eventyr med vennerne Aske, Luna og Viola, Kylling og Ælling. Ælling, der er fra 1993, er den nyeste figur i historien, den er også en dukke i menneskestørrelse og spiller rollen som den irriterende lillesøster på 1½ år. Ifølge producer  Katrine Hauch-Fausbøll kom figuren med fordi "vi manglede en tredje figur og en i toårsalderen, som også kunne repræsentere den helt lille seer". Ifølge Katrine Hauch-Fausbøll er Ælling af hunkøn.. Ælling er skabt af Katrine Hauch-Fausbøll og Hans Emil Gjerding.
Da Bamse kom hjem til sit hus var Pernille rejst til "De varme lande", og Bamse savnede hende meget.
I mellemtiden var Luna kommet til skoven hvor hun boede i sin frakke, der var stor nok til at blive brugt som telt.
Allerførst blev hun bange for Bamse, men senere blev de rigtig gode venner.
Bamses hus lå oprindeligt i Gyngemosen ved TV-Byen i Søborg, men blev i 1986 flyttet til skoven bag Rungstedgård, da optagelserne med tiden blev besværliggjort af tilskuere – navnlig børn, der ikke forstod hvorfor bamse tog sit hoved af mellem optagelserne. Af samme årsag blev huset i foråret 1999 flyttet til dets nuværende placering i mere diskrete omgivelser ved Metalskolen Jørlunde, hvor det stadig findes den dag i dag.
Bamses Billedbog indeholder mange sange, for en stor del skrevet og også sunget af Aske Bentzon. Sangene er præget af vuggende rytmer og stemningsfulde akkordrundgange og har en varm tone – men har i nogle tilfælde også en stemning af noget melankolsk eller uudgrundeligt. Sangene er i høj grad med til at skabe stemningen i Bamses univers, og nogle af dem er blevet rigtige børne-klassikere.
Introen til Bamse, der har fulgt figuren helt fra starten, er en lille tegnefilm af den danske animator Kjeld Simonsen.
Ud over de almindelige børneprogrammer er der også lavet en julekalender, som hedder Bamses Julerejse, hvor Bamse, Kylling og Ælling forsøger at aflevere tre af julemandens ting men ustandseligt bliver forhindret af drillenissen, der hader julen. Herfra kommer Bamses kendte vending: Kom jul, kom sne, kom gaver. Julekalenderen indeholder ligesom 'Bamses Billedbog' mange originale sange.
En del af afsnittene er af DR og Nordisk Film udgivet på DVD og der er udgivet mange forskellige børnebøger med de populære figurer.
Udover børnebøger har DR også tilladt produktion af flere andre effekter med Bamse, Kylling og Ællings portræt på. Blandet andet findes der babymadskåle, små legefigurer i plastic og store sove/legebamser forestillende de forskellige figurer fra programmerne. Ligesom man også kan få klistermærker og tøjklistermærker med figurerne.

### Bamses lillebitte billedbog
I 2010 havde den seneste, og indtil videre sidste serie om den gule Bamse og hans venner, premiere på DR. Bamses lillebitte billedbog var en serie på syv afsnit for de 2-4 årige, og havde premiere den 21. februar 2010 på DR1 og DR Ramasjang.

### Ramasjang
DR har meddelt at Katrine Hauch-Fausbøll går på pension i 2012, og at der dermed på nuværende tidspunkt ikke er nogen aktuelle planer om at køre Bamses Billedbog videre i sin nuværende form. DR's børnekanal DR Ramasjang benytter fortsat Bamse til forskellige events.
I september 2017 meddelte DR at tv-filmen Bamse møder den store verden vil blive sendt på DR Ramasjang i december 2017. Det er den første tv-optagelse med Bamse-figuren siden 2010. Filmen er lavet af det originale tv-hold fra Bamses Billedbog, heriblandt manuskriptforfatter og instruktør Katrine Hauch-Fausbøll, Søren Hauch-Fausbøll som Bamse, Brian Patterson som Kylling, og Gitte Melgaard som Ælling.

## Skuespillere
- Søren Hauch-Fausbøll som Bamse (1983–1994, 1998, 2010, 2017)
- Lars Elstrøm (Bamse på Bamser i Luften 1983/84  Arkiveret 1. april 2007 hos  Wayback Machine)
- Morten Eisner som Bamse 1986–1994
- Lars Bom som Bamse (1993–97)
- Henrik Lykkegaard som Bamse (2000–08)
- Christian Damsgaard som Bamse (2000–03)
- Aske Bentzon som Aske (1983–1996)
- Pernille Skov som Pernille (1983–1984)
- Dag Hollerup som Planetpasseren Arthur
- ? som Planeten Joakims stemme
- Bent "Bibo" Nykjær Jørgensen som Forlæns i dobbeltdyret Forlæns og Baglæns
- Brian Patterson som Kylling 1983-, Baglæns i dobbeltdyret Forlæns og Baglæns
- Mogens Tripsen Nielsen som Kylling (1993–96)
- Alberte Winding som Luna (1985–1997)
- Hanne Windfeld som Viola (1988–1989)
- Joan Bentsen som Ælling (1993–2000)
- Gitte Melgaard som Ælling (2001–)
- Claus Bue som Viggo (2000–03)
- Iben Wurbs som Snupse (2006)
- Ole Stephensen som Hønemor (2006)

## Musik
Musikken til tv-seriens afsnit er komponeret og fremført af følgende kunstnere:
Fjernsyn for Dyr
- Christian Sievert
- Elith Nykjær Jørgensen

Bamses Billedbog
- Jan Rørdam
- Aske Bentzon
- Alberte Winding

Der er udgivet følgende albums (med musik og fortællinger):
- Bamser I Luften (1983)
- Bamses Billedbog (1986)
- Sange fra Bamses Billedbog 2 (1990)
- Bamses Julerejse (1996)
- Bamses Allergoeste (1999)
- Bamses Molodiboks (4 cd, 1 dvd, 1 sangbog) (2008)
- Bamses lillebitte billedbog (2010)

Følgende albums inkluderer ikke musik, kun fortællinger:
- Bamses Læse-Fortælle-CD (2006)

## Bøger
| - Bamses billedbog (1990) - Bamses lillebitte bog (1990) - Bamses lillebitte brusebadsbog (1992) - Bamses allermindste ven (1994) - Skal vi spise kage? (1998) - Bamses verden (1998) - Bamses julerejse (1999) - Kom og mærk mig! (1999) - Bamses allergoeste molodibog (1999) - Bamse og skovens dyr (2000) - Den røde kuffert (2000) - Gæt en snemand, Bamse! (2000) - Bamse og dansedukken (2000) - Fange på en ø (2000) - Bamses farlige steder (2000) | - Ællings gave (2001) - Bamses 100 bedste gåder (2001) - Bamse og Gulle-Goklingerne (2001) - Basse, Tulle og Elly (2001) - Hokus pokus (2001) - Bamses fødselsdag (2002) - Kyllings hospital (2002) - Bamse og dynedyret (2003) - Bamse og Kyllings skat (2003) - Pas på, påske (2003) - Bamse laver ler (2003) - Ællings bad (2003) - Bamses 100 klogeste gåder (2003) - Bamses store godnatbog (2003) - Ællings hemmelighed – en følebog (2004) | - Gokkeline – en følebog (2004) - Bamses forlæns- og baglænsbog - zoologisk have / Bamses forlæns- og baglænsbog - cirkus (2004) - Bamses kat – en følebog (2004) - Bamse og kylling leger skjul (2005) - Bamses borte-borte, tit-tit-bog (2005) - Ællings lillebitte hvide snebog (2005) - Bamses følebog (2007) - Bamses hemmelige sangbog (2008) - Bamses allergo'este bog (2008) - Bamse – Hokus Pokus (2009) - Bamse – mit allerfarligste sted (2009) - Min store bamsebog (2014) - Bamses kæmpestore bog (2015) |

## Instruktør
- Katrine Hauch-Fausbøll
- Poul Nesgaard (Bamse på planeten – Fjernsyn for dyr)

## Animationsfilm
I Bamses Billedbog, både i tv og på dvd-udgivelserne, er der ofte nogle små animationsfilm, som vises når Bamse "læser billedbog" for sig selv og/eller Kylling. Ofte er det britiske animationer som DR har synkroniseret. Der er blevet vist bl.a. Villy Rap (Wil Cwac Cwac).
Tilsyneladende er de små animationsfilm skåret væk da Ælling kom ind i billedet 